# Claudinei Alexandre Pires
Claudinei Alexandre Pires (São Paulo, 10 september 1970) is een voormalig Braziliaans voetballer, bekend onder zijn spelersnaam Dinei.

## Geschiedenis
Dinei begon zijn carrière bij Corinthians in 1990, het jaar dat de club voor het eerst landskampioen werd. Nadat hij in 1992 wegging speelde hij voor meerdere clubs. In 1996 werd hij gepakt met doping en een tijdlang geschorst. In 1998 keerde hij terug naar Corinthians en bereikte er de finale om de titel mee tegen Cruzeiro. Nadat Cruzeiro 2-0 voorkwam maakte hij de aansluitingstreffer en had ook de voet in de gelijkmaker. Ook in de volgende twee wedstrijden gaf hij drie keer een assist voor een goal waardoor de club de titel won. Ook het jaar erop won hij met het de club de landstitel. 